# حصاتج حلیفه
حصاتج حلیفه (انگلیسی: Hassatj Halifa؛ زادهٔ ۱ مارس ۱۹۸۴) بازیکن فوتبال اهل اتحاد قمر است.
وی همچنین در تیم ملی فوتبال Comoros بازی کرده‌است.